# Lijst van Alarmschijven in 1970
Deze hits waren in 1970 Alarmschijf op Radio Veronica:
| Nr. | Datum                     | Artiest                        | Titel                                | Hoogste positie in Top 40 |
| --- | ------------------------- | ------------------------------ | ------------------------------------ | ------------------------- |
| 10  | 3 januari                 | The Marmalade                  | Reflections of My Life               | 10                        |
| 11  | 10 januari                | Diana Ross & The Supremes      | Someday We'll Be Together            | 20                        |
| 12  | 17 januari                | Hearts of Soul                 | Fat Jack                             | 18                        |
| 13  | 24 januari                | B.J. Thomas                    | Raindrops Keep Fallin' on My Head    | 28                        |
| 14  | 31 januari                | John Mayall                    | Room to Move                         | 5                         |
| 15  | 7 februari                | Creedence Clearwater Revival   | Who'll Stop the Rain                 | 1(2wk)                    |
| 16  | 14 februari               | The Byrds                      | Jesus Is Just Alright                | 15                        |
| 17  | 21 februari               | Edison Lighthouse              | Love Grows (Where My Rosemary Goes)  | 13                        |
| 18  | 28 februari               | Aphrodite's Child              | It's Five O'Clock                    | 12                        |
| 19  | 7 maart                   | The Guess Who                  | No Time                              | tip 1                     |
| 20  | 14 maart                  | Four Tops                      | Barbara's Boy                        | 18                        |
| 21  | 21 maart                  | Tee Set                        | Finally in Love Again                | 26                        |
| 22  | 28 maart                  | Blue Mink                      | Goodmorning Freedom                  | 5                         |
| 23  | 4 april                   | Norman Greenbaum               | Spirit in the Sky                    | 4                         |
| 24  | 11 april                  | Ekseption                      | Adagio                               | 15                        |
| 25  | 18 april                  | Andy Williams                  | Can't Help Falling in Love           | 21                        |
| 26  | 25 april                  | The Hollies                    | I Can't Tell the Bottom from the Top | 10                        |
| 27  | 2 mei + 9 mei             | Creedence Clearwater Revival   | Up Around the Bend                   | 1(2wk)                    |
| 28  | 16 mei                    | The Ides of March              | Vehicle                              | 12                        |
| 29  | 23 mei                    | Moody Blues                    | Question                             | 1(2wk)                    |
| 30  | 30 mei                    | Shocking Blue                  | Never Marry a Railroad Man           | 1(2wk)                    |
| 31  | 6 juni                    | Amsterdam                      | Lucy Lucy                            | 13                        |
| 32  | 13 juni                   | Sandra & Andres                | Let Us Pray Together                 | 5                         |
| 33  | 20 juni                   | Crabby Appleton                | Go Back                              | 11                        |
| 34  | 27 juni                   | Free                           | All Right Now                        | 9                         |
| 35  | 4 juli                    | Cat Stevens                    | Lady D'Arbanville                    | 2                         |
| 36  | 11 juli                   | Crosby, Stills, Nash & Young   | Ohio                                 | 14                        |
| 37  | 18 juli                   | Jefferson Airplane             | White Rabbit / Somebody to Love      | 3                         |
| 38  | 25 juli                   | Pacific Gas & Electric         | Are You Ready                        | 2                         |
| 39  | 1 augustus                | Gert Timmerman                 | Brandend zand                        | 6                         |
| 40  | 8 augustus                | Marmalade                      | Rainbow                              | 10                        |
| 41  | 15 augustus               | Earth & Fire                   | Wild and Exciting                    | 5                         |
| 42  | 22 augustus               | Eric Burdon & War              | Spill the Wine                       | 15                        |
| 43  | 29 augustus               | M*A*S*H                        | Suicide Is Painless                  | 4                         |
| 44  | 5 september               | Dave Mason                     | World in Changes                     | 31                        |
| 45  | 12 september              | Smokey Robinson & the Miracles | The Tears of a Clown                 | 5                         |
| 46  | 19 september              | Les Humphries Singers          | To My Father's House                 | 1(6wk)                    |
| 47  | 26 september              | Brainbox                       | Doomsday Train                       | 16                        |
| 48  | 3 oktober                 | Bobby Bloom                    | Montego Bay                          | 21                        |
| 49  | 10 oktober                | Blue Mink                      | Our World                            | 9                         |
| 50  | 17 oktober                | Neil Diamond                   | Cracklin' Rosie                      | 6                         |
| 51  | 24 oktober                | The Who                        | See Me, Feel Me                      | 3                         |
| 52  | 31 oktober                | Plastic People                 | Dancing and Drinking                 | 16                        |
| 53  | 7 november                | Mick Jagger                    | Memo from Turner                     | 5                         |
| 54  | 14 november               | Shocking Blue                  | Hello Darkness                       | 6                         |
| 55  | 21 november               | Neil Young                     | Only Love Can Break Your Heart       | 18                        |
| 56  | 28 november               | The Beach Boys                 | Tears in the Morning                 | 6                         |
| 57  | 5 december                | George Harrison                | My Sweet Lord                        | 1(4wk)                    |
| 58  | 12 december               | The Byrds                      | Chestnut Mare                        | 15                        |
| 59  | 19 december + 26 december | Stephen Stills                 | Love the One You're With             | 18                        |

1969 ·
1970 ·
1971 ·
1972 ·
1973 ·
1974 ·
1975 ·
1976 ·
1977 ·
1978 ·
1979 ·
1980 ·
1981 ·
1982 ·
1983 ·
1984 ·
1985 ·
1986 ·
1987 ·
1988 ·
1989 · 
1990 · 
1991 · 
1992 · 
1993 · 
1994 · 
1995 · 
1996 · 
1997 · 
1998 · 
1999 · 
2000 · 
2001 · 
2002 · 
2003 · 
2004 · 
2005 · 
2006 · 
2007 · 
2008 · 
2009 ·
2010 ·
2011 ·
2012 ·
2013 ·
2014 ·
2015 ·
2016 ·
2017 ·
2018 ·
2019 ·
2020 ·
2021 ·
2022 ·
2023 ·
2024 ·
2025